# Нісібіський мирний договір (298)
Нисібіський мирний договір 298 року — мирний договір, укладений між Римською імперією та Державою Сасанідів в місті Нісібісі за підсумками війни 296-298 років.

## Передумови
Сасанідська держава, яка виникла в першій половині III століття на місці Парфянського царства, з перших років свого існування почала проводити вкрай агресивну зовнішню політику. На заході головним противником Сасанідів була Римська імперія. Крім того, Персія прагнула взяти під свій контроль Вірменію — найважливішого союзника Риму в Передній Азії, а також Іберію.
У 230-х — 280-х роках зовнішня політика Сасанідів на заході була в цілому успішною, чому неабиякою мірою сприяла криза, яку переживала Римська імперія. Однак після вступу на престол імператора Діоклетіана ситуація в Римській державі стабілізувалася, що створило передумови для успішної боротьби з перськими вторгненнями на територію імперії.
В 296 році перський шаханшах Нарсе вторгся на територію Вірменії, вигнавши звідти Тірдата III, а потім — у східні провінції Римської імперії. Проти Нарсе була спрямована армія на чолі з імператором Галерієм. В одній з битв у 297 р. римляни зазнали серйозної поразки, що змусило їх стягнути на східний кордон додаткові частини з Дунаю і з Іллірії, а також закликати на допомогу вірменські війська. У 298 р. у вирішальній битві при Саталі у Вірменії армія Галерія завдала персам нищівної поразки; крім того, в руки римлян потрапили члени царської сім'ї і обоз. В результаті Нарсе був змушений піти на мирні переговори.

## Учасники переговорів
За узгодженим рішенням Діоклетіана і Галерія представником Римської імперії на мирних переговорах був призначений magister memoriae Сикорій Проб. З перської сторони в переговорах брали участь сам шаханшах Нарсе, а також його наближені: Аффарба, Архапет та Барсаборс.

## Умови договору
Відомості про умови Нісібіського мирного договору містяться, головним чином, у двох джерелах: це твори Амміана Марцелліна та Петра Патрикія.
Згідно Амміану, за умовами Нісібіського миру до Риму перейшли п'ять областей у Верхній Месопотамії: Арзанена, Моксоєна, Забдицена, Регімена та Кордуена.
Петро Патрикій повідомляє детальніші відомості перераховує цілий ряд умов римо-перського договору:
- передача Риму Інтилени, Софени, Арзанени, Кордуени та Забдицени;
- встановлення кордону між Римською імперією та Сасанідським царством по Тигру;
- визначення чіткої межі між Персією і Вірменією (по межі Мідії);
- призначення царів Іберії переходить у відання римських імператорів;
- визначення Нісібіса єдиним місцем торгівлі між Римом і Іраном.

У переліках Амміана і Петра збігаються назви трьох областей: Арзанени, Кордуени і Забдицени. Що стосується двох інших, то тут, швидше за все, перевагу слід віддати списком Амміана, він мав досить високе становище при імператорському штабі в момент укладення мирного договору 363 року (при описі якого історик і повідомляє про договорі 298 р.) і, отже, навряд чи міг допустити помилку в такому важливому питанні.

## Значення і наслідки договору
Після укладення Нісібіського договору аж до 337 року військові конфлікти між Римською імперією та Іраном фактично припинилися. Це дозволило обом державам зосередитися на вирішенні внутрішніх проблем, оскільки на початку IV століття і в Римі, і в Ірані загострилася внутрішньополітична боротьба.
Припинення військових дій надало Риму, Ірану і їх союзникам перепочинок і дозволило уникнути численних людських жертв та економічного збитку.
Нісібіський договір закріпив військово-політичну гегемонію Римської імперії в Передній Азії більш ніж на 60 років — до тих пір, поки в 363 р. не був підписаний новий римсько-перський договір про розподіл сфер впливу в Азії.
Міжнародна торгівля на Близькому Сході в значній мірі перейшла під контроль Риму, оскільки торговельні операції між римськими і перськими торговцями відбувалися на римській території (в Нісібісі).
Одним із наслідків укладання Нісібіського договору стало визнання обома державами суверенітету Вірменського царства, порушеного персами в ході війни 296-298 років, і визначення кордонів Вірменії.
У той же час Нісібіський договір 298 року з самого початку фактично був перемир'ям, оскільки Сасаніди пішли на його підписання під тиском обставин і не могли змиритися з посиленням римських позицій в Месопотамії та Закавказзі. У зв'язку з цим обидві сторони готувалися до подальшого продовження збройної боротьби за панування в Передній Азії. Так, саме в роки, що пішли за Нісібіським договором, римлянами була посилена стратегічно  важлива лінія укріплень на кордоні з Месопотамією по лінії Дамаск — Пальміра — Сура (так звана Strata Diocletiana). Під впливом Риму Царство Іберія в 330 році прийняла християнство, об'єктивно ставши ще одним союзником імперії в Закавказзі.
У військово-історичному аспекті Нісібіський договір 298 року ознаменував завершення першого етапу римсько-перських воєн.